# Euchrysops niobe
Euchrysops niobe är en fjärilsart som beskrevs av Henry Trimen 1862. Euchrysops niobe ingår i släktet Euchrysops och familjen juvelvingar. Inga underarter finns listade i Catalogue of Life.